# Neues Schloss (Eslarn)
Das abgegangene Neue Schloss von Eslarn befand sich im Süden des Oberpfälzer Marktes Eslarn. Hier stand früher eine dem Hl. Wenzelslaus geweihte Wallfahrtskapelle. Der alte Name für den Standort des Schlosses, nämlich Wenzelberg, ist früh verschwunden. Den Flurnamen Schlossberg gibt es hingegen noch heute in Eslarn. Untertägige Befunde an der Stelle des früheren Schlosses sind als Bodendenkmal gelistet.

## Geschichte
Nach der Zerstörung des Alten Schlosses zu Eslarn durch einen Brand am 16. Mai 1567 wurde von Hieronymus Stöckel ein neues Schloss im Süden auf dem Wenzel- oder Schlossberg von Eslarn errichtet. Im Vergleich zu der alten Burg war dies ein vornehmer Bau; dazu lieh er von den Eslarer Hammerherrn über 2000 Gulden, die er mit Holzkohlen aus den lehenbaren Wäldern abbezahlte. Am 28. Mai 1567 wurde ihm von der Amberger Regierung auch genehmigt, dass er die in den Azmanfeldern stehende Kapelle zur Errichtung seines neuen Hauses verwenden durfte. Im Schlosshof ließ er einen 39 m („in die zwanzig Lachtern“) tiefen Brunnen graben, was allein 1000 fl kostete. Zudem ließ er einen großen gewölbten Keller, ein Malzhaus und diverse Ökonomiegebäude errichten. Hieronymus Stöckel bezeichnete sich danach als Herr auf Wenzelberg und Eslarn.

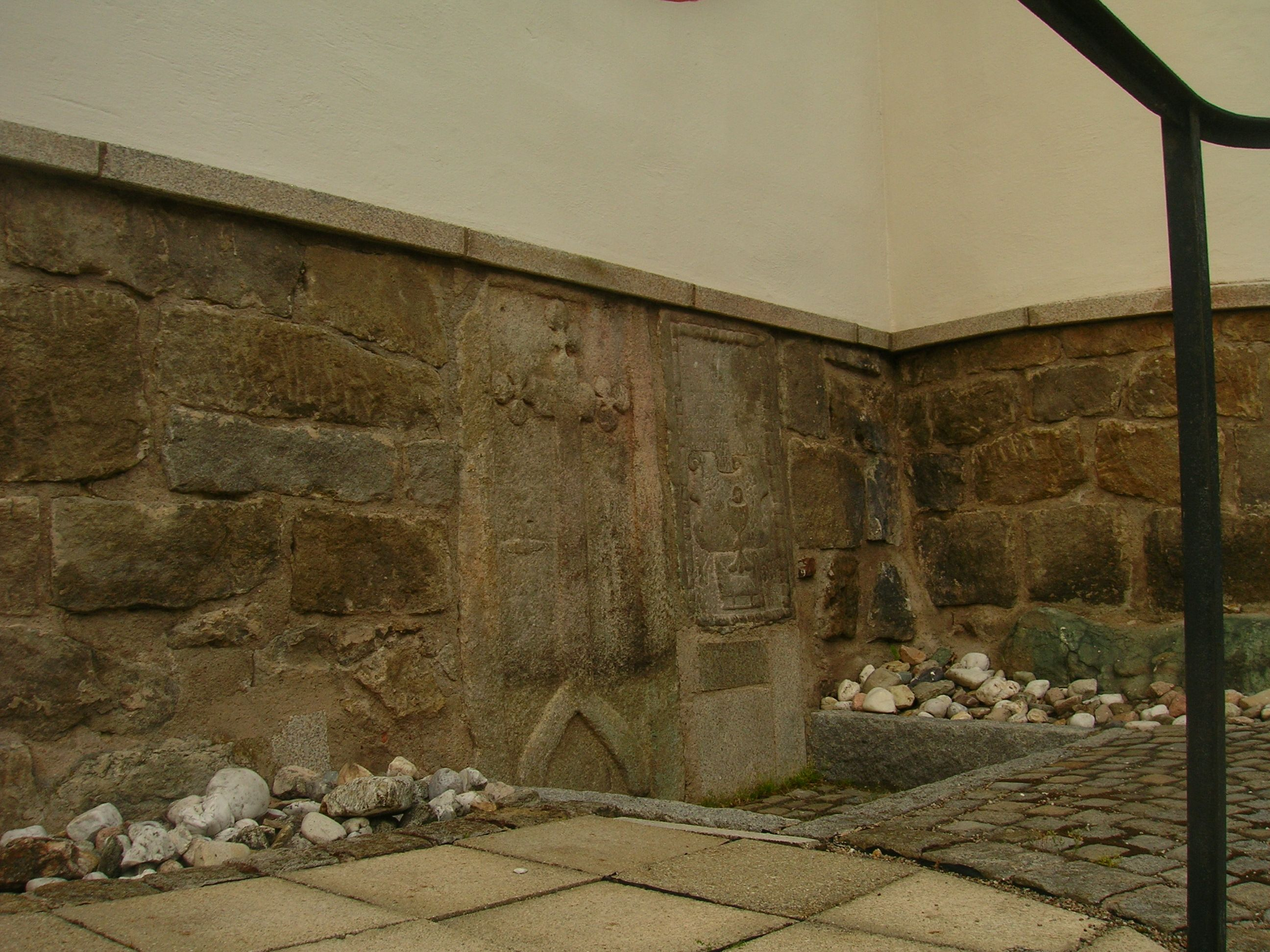
Gedenkplatte für Ritter Hieronymus Stöckel an der Außenfassade der Ortspfarrkirche (Aufgang Brennerstrasse, links)

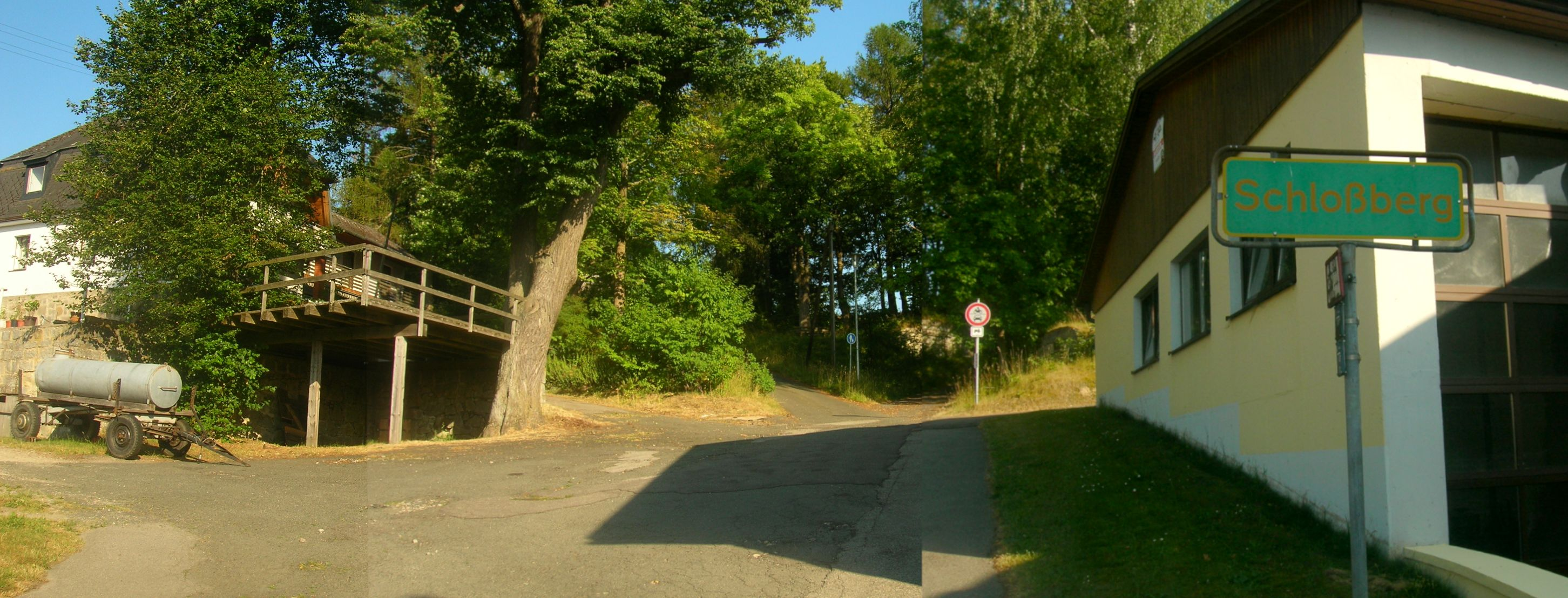
Blick auf den (Neuen) Schloßberg Eslarn

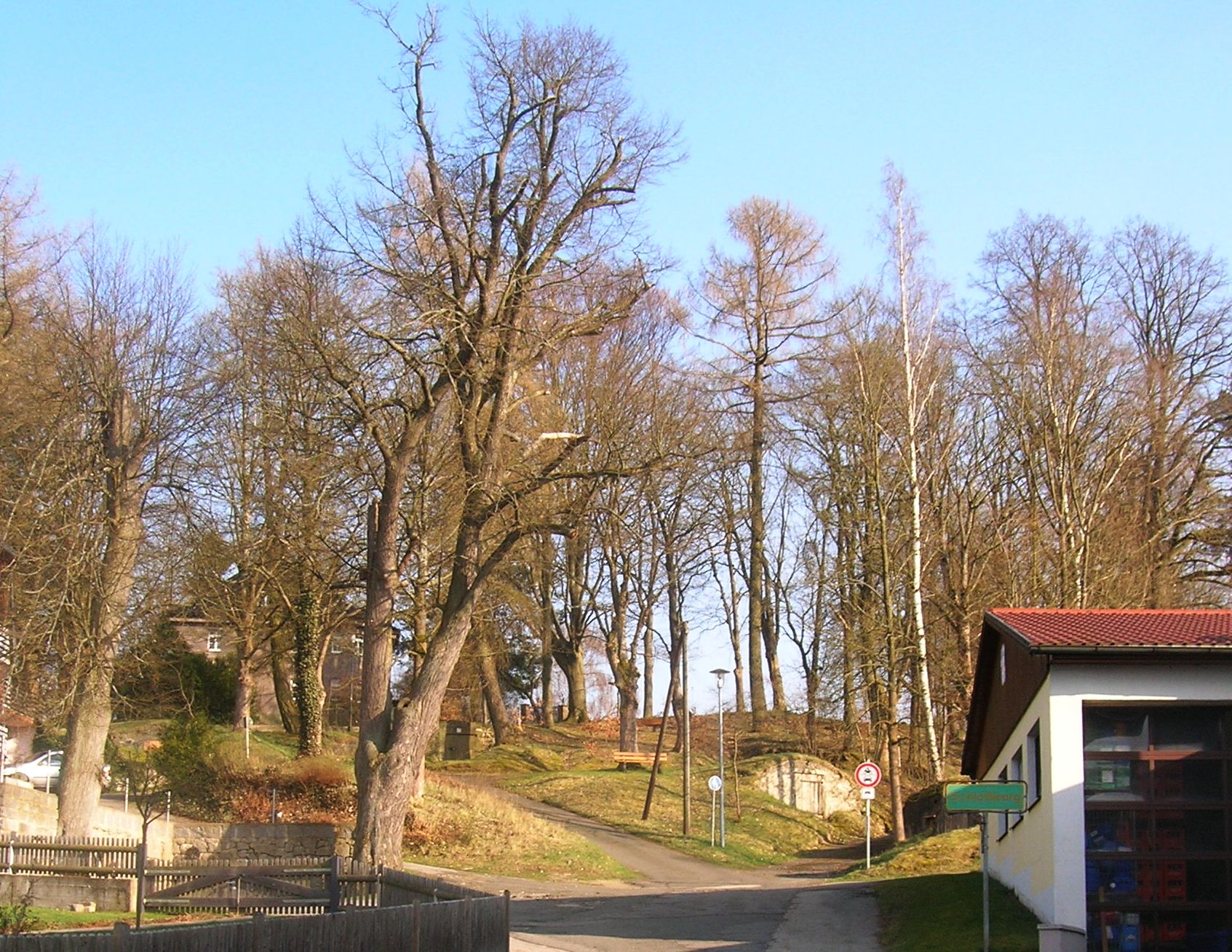
Der (Neue) Schloßberg Eslarn (Herbst – geolog. Struktur)

Aufgrund des Erbvertrages, den der kinderlose Hieronymus Stöckel mit seinem Oheim Heinrich von Gleißenthal am 24. November 1566 geschlossen hatte, blieb er zwar zu Lebzeiten der eigentliche Besitzer der Hofmark Eslarn („Mannlehensträger“), die Lehenbriefe wurden aber für ihn und den Gleißenthal ausgestellt. Heinrich von Gleißenthal hat sich redlich bemüht, die Bedingungen in dem Vertrag mit dem Hieronymus Stöckel zu erfüllen. So hat er erreicht, dass die Schulden, die der Markgraf Albrecht Alccbiades von Brandenburg-Kulmbach bei dem Hieronymus Stöckel als „Oberster Zeugmeister und Hauptmann zu Horn Landsberg“ hatte und von denen dessen Nachfolger Markgraf Georg Friedrich I. nichts wissen wollte, zumindest zu einem kleineren Teil erstattet wurden. Auch in dem Streit zwischen Hieronymus Stöckel und seinem Schwager Ernst Rauschengründer konnte er vermitteln. Rauschengründer klagte in Amberg, dass sein Schwager das Erbe für dessen Frau Barbara nicht herausrücke. Bei einem Treffen der beiden in Karlsbad 1569 konnte nur mit Not eine Rauferei zwischen beiden verhindert werden, aber durch Betreiben des Heinrich von Gleißenthal kam ein Vergleich zustande. Ohne Erfolg blieb aber sein Bemühen um den Besitz in der böhmischen Stadt Tachau. Nach dem Tod des Heinrich von Gleißenthal († 1575) erhielt dessen Sohn Ernst für sich und seine Brüder Sigmund, Heinrich, Alexander, Georg und Adolf das Eslarer Lehen; zwei Jahre später wird der Lehenbrief allein für Sigmund von Gleißenthal ausgestellt.
Hieronymus Stöckel suchte nun nach Wegen, um den Schenkungsvertrag rückgängig zu machen. So verheiratete er sich 1578 ein zweites Mal mit Sibylla von Giech in der Hoffnung, noch einen Erben zu bekommen. Als seine einzig überlebende Tochter zwei Jahre alt war, teilte er dann mit einem Schreiben vom 24. November 1583 dem Sigmund von Gleißenthal mit, er widerrufe den Schenkungsvertrag; als Gründe gab er an, die getroffenen Abmachungen seien nicht erfüllt worden, zudem habe er nun einen „Leiberben“, was aber so nicht stimmte, da Eslarn ein Mannlehen und seine Tochter nicht erbberechtigt war.
Nach dem Tod ihres Mannes († 26. August 1588) versuchte Sibylla Stöckel mit allen Mitteln, auf dem Schloss und im Besitz der Hofmark zu bleiben. Diese Bemühungen blieben aber erfolglos, am 15. März 1591 verkaufte Sebastian von Brand im Beisein der Sibylla Stöckel die Güter, welche der verstorbene Hofmarksherr besessen hatte, an die kurfürstliche Regierung um 6500 Gulden. Als Verwalter wurden nun Beständer angestellt. Dies blieb so bis 1621. In diesem Jahr haben Soldaten Mansfelds das Schloss völlig geplündert und zur Ruine gemacht. Nach ihrem Abzug waren weder Fenster noch Türen oder Öfen mehr zu finden, sogar Grund und Boden waren umgegraben worden, weil die Soldaten verborgene Schätze vermuteten. Der letzte Beständer, Gabriel Köferl, war nicht mehr in der Lage, den Bestandszins aufzubringen und nach ihm ließ sich für längere Zeit kein neuer Verwalter für die Schlossgüter mehr finden.